# Villa Clara (provins)
Provinsen Villa Clara er en af Cubas provinser med 803.562(2010) indbyggere. Den er lokaliseret i den nordlige del af Cuba. Hovedstaden hedder
Santa Clara og af andre større byer kan nævnes: Sagua La Grande, Placetas, Camajuani, Remedios og Caibarién. I syd støder Villa Clara op til Escambraybjergene.

## Administrativ opdeling
Provinsen er opdelt i 13 kommuner.
| Kommuner          | Indbyggertal (2004) | Areal (km²) |
| ----------------- | ------------------- | ----------- |
| Caibarién         | 38.064              | 212         |
| Camajuaní         | 63.544              | 614         |
| Cifuentes         | 33.391              | 512         |
| Corralillo        | 27.571              | 843         |
| Encrucijada       | 33.641              | 345         |
| Manicaragua       | 73.370              | 1.063       |
| Placetas          | 71.837              | 601         |
| Quemado de Güines | 22.590              | 338         |
| Ranchuelo         | 59.062              | 556         |
| Remedios          | 46.482              | 560         |
| Sagua la Grande   | 56.097              | 661         |
| Santa Clara       | 237.581             | 514         |
| Santo Domingo     | 53.840              | 883         |